# Abdul Hamid
Mohammad Abdul Hamid (født 1. januar 1944) er en bangladeshisk politiker, der var Bangladeshs 20. præsident fra 2013 til 2023. Han er den længst siddende præsident i Bangladeshs historie.
Han blev valgt til sin første embedsperiode i april 2013, og genvalgt til sin anden embedsperiode i 2018. Før han blev præsident, var han formand for Jatiyo Sangshad (Bangladeshs parlament) fra januar 2009 til april 2013. Han var fungerende præsident efter præsident Zillur Rahmans død i marts 2013,, og han blev valgt til præsident den 22. april 2013.